# イ・フィヒャン
イ・フィヒャン（漢字: 李輝香、ハングル: 이휘향、ラテン翻字: LEE Hui-hyang、1960年11月19日 - ）は、大韓民国ソウル特別市出身の女優・タレント。

## 経歴
崇義女子高等学校（숭의여자고등학교）を経てソウル芸術大学演劇科を卒業。卒業後、1981年にミスMBC選抜大会に出場し、キム・チョン（김청）と共に準ミスに選出された。翌1982年にはMBC公採タレント14期に選ばれ、同局放送の刑事ドラマ『捜査班長』（수사반장）で女優デビューした。この頃、先輩俳優ムン・オジャン（문오장）の紹介で実業家でシンガーソングライターのキム・ドゥジョと出会い1983年に結婚した。キム・ドゥジョは当時十分な収入がなく、イ・フィヒャンの両親の反対を押し切っての結婚であった。夫キム・ドゥジョが浦項市内にて実業家として活動していたため、平日に女優業・タレント業をこなし、週末は浦項に通う生活を続けた。
1988年放送の『明日を忘れん』（내일 잊으리）でMBC演技大賞優秀演技賞を受賞。1990年には『野望の歳月』（야망의 세월）でオ・ユニ役を演じ、1991年度百想芸術大賞テレビ番組部門で最優秀演技賞（女優）を受賞した。1996年には『幸せの始まり』（행복의 시작）で1人2役を演じ、同年度SBS演技大賞最優秀演技賞（女優）を受賞した。
2004年9月、夫キム・ドゥジョが肺癌で死去。夫の意向によりその事実を公表せず秘密裡に葬儀を済ませた後、50日間仕事を休み山寺で過ごした。

## 出演作品
出演作品は個別に脚注がないものについてはによる。

### 映画
| 年   | タイトル                          | 原題                    | 役名                 | 備考       |
| ---- | --------------------------------- | ----------------------- | -------------------- | ---------- |
| 2006 | 愛を逃す                          | 사랑을 놓치다           | ヨンスの母           |            |
| 2007 | ハミング                          | 허밍                    |                      | 友情出演   |
| 2007 | 愛 サラン                         | 사랑                    | サンウの母           | 特別出演   |
| 2008 | アンティーク 〜西洋骨董洋菓子店〜 | 서양골동양과자점 앤티크 | ナム・スヨンの同居人 |            |
| 2009 | 石ころの夢                        | 돌멩이의 꿈             |                      | カメオ出演 |
| 2009 | オガムド〜五感度〜                | 오감도                  | イ・ジョンハの母     |            |
| 2013 | 終わりと始まり                    | 끝과 시작               | チョンハの母         |            |
| 2014 | コンフェッション 友の告白         | 좋은 친구들             | ヒョンテの母         |            |

### 演劇
| 年   | タイトル | 原題          | 役名         | 備考                     |
| ---- | -------- | ------------- | ------------ | ------------------------ |
| 1985 | 大地の娘 | 대지의 딸     |              | 全国地方演劇祭演技賞受賞 |
| 1986 | 私生活   | 사생활/私生活 | アマンダ     |                          |
| 1991 | オセロ   | 오셀로        | デズデモーナ |                          |
| 1995 | 血の婚礼 | 피의 결혼     | ラ・ノビア   |                          |

## 文献
1. 1 2  인물정보（人物情報） NAVER（朝鮮語） 2011年8月1日閲覧。
2. 1 2 3  장옥경 이휘향 남편 고 김두조씨를 위해 '추모의 방'만든 유퉁 p.2 （朝鮮語） 女性東亜 2006.1月号
3. 1 2  연예広場 미스 MBC 林智英 （朝鮮語） 京郷新聞 1981.11.26 p.12（NAVER内）
4. 1 2  이휘향（イ・フィヒャン） KMDb 2011年8月1日閲覧。
5. ↑  이휘향 （朝鮮語） daum movie 2013.12.31 11:25 (UTC) 閲覧
6. ↑  서남부권 제일의 명문학교 ‘숭의여자고등학교’ （朝鮮語） sisamagazine.co.kr 2010.8.16付記事
7. 1 2 3  이수연 이휘향 “2AM 조권과 코믹 연기하고파” 깜짝고백 （朝鮮語） 中央日報 2011.1.7付記事
8. 1 2  조성아・신민섭 이휘향 남편 김두조씨 비밀스런 장례식 왜? （朝鮮語） ilyo.co.kr 2005.12.4付記事
9. ↑  MBC演技大賞 모래성 金혜자 （朝鮮語） 京郷新聞 1988.12.22 p.12（NAVER内）
10. ↑  27회수상자·작품 （朝鮮語） 百想芸術大賞公式サイト 2013.12.31 13:25 (UTC) 閲覧
11. ↑  SBS 연기대상 시상식 （朝鮮語） 京郷新聞 1996.12.28 p.21（NAVER内）
12. 1 2  장옥경 이휘향 남편 고 김두조씨를 위해 '추모의 방'만든 유퉁 p.1 （朝鮮語） 女性東亜 2006.1月号
13. ↑  이휘향 작품목록 （朝鮮語） daum movie 2013.12.31 13:28 (UTC) 閲覧
14. ↑  A Dream Comes True Cast （英語） HANCINEMA 2013.12.31 13:21 (UTC) 閲覧
15. ↑  「대지의 딸」最優秀賞 3회 전극지방演劇祭 심사발표 （朝鮮語）
16. ↑  "다정한 단짝이지만 선의의 경쟁자" 「私生活」서 아만다役맡은 李輝香·金惠貞 （朝鮮語） 東亜日報 1986.5.13 p.10（NAVER内）
17. ↑  이휘향 무대서도「색깔演技」뽐낸다 （朝鮮語） 東亜日報 1991.12.7 p.25（NAVER内）
18. ↑  金順徳 스페인原作「완전 우리것」으로"창작극같은 번역극"「피의 결혼」화제 （朝鮮語） 東亜日報 1995.5.12 p.39（NAVER内）
19. ↑  K2TV 새주말극「연인」엇갈린 사랑에서 성속한 삶으로 （朝鮮語） 東亜日報 1993.5.1 p.21（NAVER内）
20. ↑  SBS새드라마「만남」방송 （朝鮮語） 京郷新聞 1996.3.23 p.35
21. ↑  드라마로 엮은'구두닦이 할머니' （朝鮮語） 京郷新聞 1998.3.23 p.24（NAVER内）
22. ↑  秘密 キャスト BS朝日 2014.1.1 01:38 (UTC) 閲覧
23. ↑  여자는 왜? 출연진 （朝鮮語） KBS 2014.1.1 02:55 (UTC) 閲覧